# Zygmunt Stępiński (ur. 1947)
Zygmunt Stępiński (ur. 12 października 1947 w Warszawie) – polski historyk, dziennikarz, wydawca i muzealnik, od 1 marca 2020 r. dyrektor Muzeum Historii Żydów Polskich Polin.

## Życiorys
Jest synem architekta i historyka architektury Zygmunta Stępińskiego (1908–1982). Ukończył studia na Wydziale Historii Uniwersytetu Warszawskiego. Pierwsze kroki zawodowe stawiał w miesięczniku „Architektura”. 14 grudnia 1981 został zwolniony z pracy za poglądy polityczne. Tydzień później został sekretarzem redakcji jednego z najważniejszych podziemnych wydawnictw w Polsce – CDN. W 1983, wraz z grupą przyjaciół zwolnionych z pracy z przyczyn politycznych, założył wydawnictwo Murator. Był także współtwórcą programów społecznych Dom Dostępny i Dom Bez Barier. 
Od 2012 był zastępcą dyrektora Muzeum Historii Żydów Polskich Polin odpowiedzialnym za nadzór nad pracą działów: edukacji, komunikacji oraz sprzedaży i marketingu. 1 marca 2019, w związku z końcem kadencji dyrektora Muzeum Dariusza Stoli i rozpisaniem nowego konkursu na dyrektora, została mu powierzona rola p.o. dyrektora, którą sprawował także po zakończeniu konkursu, ponieważ jego wyników nie uznał minister kultury i dziedzictwa narodowego Piotr Gliński, który nie powołał na dyrektora zwycięzcy konkursu Dariusza Stoli. Po ostatecznej rezygnacji Stoli z prawa do objęcia stanowiska, w lutym 2020 został wskazany jako wspólny kandydat Stowarzyszenia Żydowski Instytut Historyczny w Polsce oraz Miasta st. Warszawy na stanowisko dyrektora Muzeum Historii Żydów Polskich Polin. 27 lutego 2020 minister kultury i dziedzictwa narodowego powołał go na to stanowisko na trzyletnią kadencję od 1 marca 2020 do 28 lutego 2023.

## Wybrane odznaczenia
W 2008, za wybitne zasługi w działalności na rzecz przemian demokratycznych w Polsce, został odznaczony przez prezydenta Lecha Kaczyńskiego Krzyżem Kawalerskim Orderu Odrodzenia Polski.